# Дрітеро Аголлі
Дрітеро Аголлі (алб. Dritëro Agolli; 13 жовтня 1931, Менкулас, Албанія — 3 лютого 2017, Тирана, Албанія) — албанський письменник, перекладач, журналіст та політичний діяч.

## Біографія
Народився 13 жовтня 1931 року у селищі Менкулас округу Деволт у Албанії. Під час окупації Албанії Італією дев'ятирічним хлопчаком брав участь в антифашистському русі опору, де виконував роль зв'язківця партизанських з'єднань.
До 16 років мешкав у рідному селі, навчався на дому, після чого переїхав до Гірокастри, де завершував середню освіту у школі «Asim Zeneli». Планував вчитися на зоотехніка, однак, вищу освіту здобув у Радянському союзі, закінчивши літературний факультет Ленінградського університету у 1957 році. Протягом 1957—1972 років працював журналістом у газеті «Голос народу» (алб. Zëri i popullit). У 1973—1992 роках очолював Албанську лігу письменників та художників.
Уперше вірші Аголлі надрукувала газета «Юність» (алб. Rinia) у 1947 році, а його перша поетична збірка під назвою «Я вийшов на вулицю» (алб. Në rrugë dolla) вийшла друком у 1958 році. Книга отримала схвальні відгуки критиків як і його наступна збірка «Мої кроки на асфальті» (алб. Hapat e mia në asfalt). У 1964 році виходить друком перший прозовий твір Дрітеро Аголлі — роман «Шум вітру минулого» (алб. Zhurma e ererave te dikurshme), який був вороже сприйнятий критиками та вилучений з продажу вже наступного року. До 1980 року роман був заборонений Албанською партією праці, оскільки автора було звинувачено у «радянському ревізіонізмі».
Протягом 1992—2001 років був членом Соціалістичної партії Албанії, від якої обирався депутатом Народних зборів Албанії. У 2003 році Дрітеро Аголлі одержав звання почесного громадянина Тирани.

## Творчість
Дрітеро Аголлі вважається одним з найвидатніших албанських поетів періоду 1960-х років. Критики схвально сприймали його лірику, відзначаючи його поетичну майстерність. Прозові твори були неодноразово екранізовані; його роман «Блиск і падіння товариша Зило» перекладався найбільше з-поміж усіх його творів.
Як перекладач Аголлі займався перекладами англійського поета Роберта Бернса, французького поета Поля Еліара та російських — Олександра Пушкіна, Михайла Лермонтова, Анни Ахматової, Олександра Блока тощо.

## Особисте життя
Був одружений двічі: у 1956 році взяв шлюб з росіянкою Ніною, з якою прожив 7 років; у 1963 році одружився з албанкою Садієн. Має трьох дітей: від першого шлюбу — син Ар'янін, від другого — Артан і Елонен.